# Orléans-i Theodulf
Orléans-i Théodulf/Theodulf, avagy Théodulf d’Orléans (760 körül – 820 vagy 821) vizigót származású klerikus, Orléans püspöke, missus dominicus, Nagy Károly kíséretének tagja. Valószínűleg ő a Libri Carolini nevű Bizánc-ellenes vitairat szerzője. A Karoling-reneszánsz művészetfelfogásának egyik kidolgozója.

## Élete
Valószínűleg 760 körül született a mai Dél-Franciaország, vagy Észak-Spanyolország területén, az akkori Septimania 
tartományban. Nagy Károly mórok elleni sikertelen észak-hispániai hadjárata után családjával Aquitániába 
költözött. Anianei Szent Benedek kolostorában jó nevelést kapott. 786-ban Rómába küldték, ahonnan lelkendező levelekben 
biztatta a frank uralkodót itáliai mintára nyilvános iskolák alapítására. 797-ben Orléans püspökévé nevezte ki Nagy Károly, 
mely tisztet 798 és 818 között töltötte be - ugyanakkor Fleury apátja is volt. 800-ban részt vett Nagy Károly megkoronázásán 
Rómában. Ezt követően palliumot kapott, azaz érsek lett, majd Alkuin halála után annak utóda lett Nagy Károly teológia tanácsadói posztján.

## Munkássága

### Világi tevékenysége
Dél-Galiában 798-ban missus dominicus, azaz a helyi igazgatás ellenőrzésére kiküldött királyi küldött volt Leidraddal. Lesújtó állapotokat talált, melyek ellen egy költeményben is kifakadt:
Mindenki azt hiszi, hogy adnia kell valamit, hogy elérje amit kíván. Mind verseng, hogy ezzel áttörje a szív falát
Végül maguk a királyi küldöttek is kénytelenek voltak jelentéktelen ajándékokat elfogadni azért, hogy elkerüljék a nép haragját, hogy az emberek nehogy azt hihessék, hogy lenézik a kezük munkájának gyümölcsét.
Az ún. Királyi Akadémia (Academia Palatina) tagja is volt, és érzékletes leírást hagyott hátra Nagy Károly udvarának mindennapjairól:
Most érkeznek az udvari tisztségviselők, mindegyikük igyekszik örömmel teljesíteni a dolgát. Ott van Meginfried, a kopasz kamarás, buzgó a hadi szolgálatban, és fáradhatatlanul serénykedik a királyi trón körül. Hildebald, a szelíd arcú és jóságos lelkű főkáplán, szintúgy jelen van. Ott áll, és megáldja a király ételét és italát, és amiből enni kíván, azt kéri ő is. Alkuint, az uralkodó bizalmasát szintén itt látjuk. Lentulus édes gyümölcsöt hoz. Kosarában gyümölcs, szívében hűség. Az esze fürge, minden másban lomha. Mint a hangya, szorgosan siet ide-oda a vézna Einhardocska. A kicsiny házikó azonban előkelő vendégnek ad otthontː nagy szellem lakozik soványka mellének belsejében. Egyszer könyveket hoz, máskor művészi kézzel alkotott épületek modelljeit; majd pedig nyilakat kovácsol
814-ben, Nagy Károly halála után Bernard, Itália királya fellázadt Jámbor Lajos ellen - az udvarban ekkor boszorkányüldözés indult azon személyek ellen, akik kapcsolatba hozhatók voltak a lázadással, így pl a már említett Leidrad érsek, valamint Théodulf ellen is. Théodulf börtönbe került, és ott is halt meg, valószínűleg 820-ban. A katolikus egyház szentté avatta, május 1. az emléknapja.

### Egyházi tevékenysége
Théodulf részt vállalt a Karoling-kor egyik legnagyobb célkitűzésének a megvalósításában, azaz a klasszikus irodalom, valamint a Szentírás minél pontosabb szövegének megállapításában, és átörökítésében. Emiatt szentírási szövegeket gyűjtött össze, hogy összeállítsa a Vulgata helyes szövegét. Emellett 809-ben részt vett az aacheni zsinaton, ahol úgy foglalt állást, hogy a Szentlélek a Fiútól is származik - ez volt a Filioque vita egyik középkori állomása. Álláspontját egy, a Szentlélekről szóló költeményben is kifejtette (De spiritu sancto).
Théodulf nevéhez köthető a Libri Carolini, egy 792-ben keletkezett vitairat, mely a Karoling-udvar a Bizánci Császársággal szemben fogalmazott meg. A bizánci udvarban ekkor lángolt a vita a képek tisztelete körül. A képrombolási harc összekapcsolódott a világi hatalom érdekeivel is: a bizánci trónon ülő Eiréné császárnő ugyanis megvakíttatta fiát és maga ült annak trónjára, emiatt érdeke volt, hogy lecsillapodjon a társadalmat megosztó belviszály. 787-ben a II. nikaiai zsinat emiatt a képrombolók ellen hozott határozatokat. A döntés megküldték II. Hadrianus római pápának is, amelynek udvarában azonban hibásan fordították le a görög szöveget, ami miatt az a benyomás keletkezett az olvasókban, hogy a bizánci udvar a képek imádatát rendelte el. Erre válaszul született meg a kora középkori nyugati esztétika egyik legfontosabb állásfoglalása:
III. 27.Mi semmit sem ellenzünk a képeken imádásukon kívül, hiszen a bazilikákban a szentek képeit nem imádás végett, hanem viselt dolgaik emlékezetére és a falak díszítésére engedjük meg, amazok [ti. a képimádók] pedig hiszékenységük majdnem minden reményét a képekbe vetik. Mi tehát a szenteket testükben vagy még inkább testük ereklyéiben vagy ruháikban is tiszteljük, a régi atyák hagyománya szerint. A festők tehát a viselt dolgok történetét valamilyen módon képesek emlékezetbe idézni, azokat a dolgokat azonban, melyeket érzékeinkkel csupán felfogunk és szavakkal közlünk, nem a festők, hanem az írók képesek megragadni és másoknak továbbadva bemutatni.

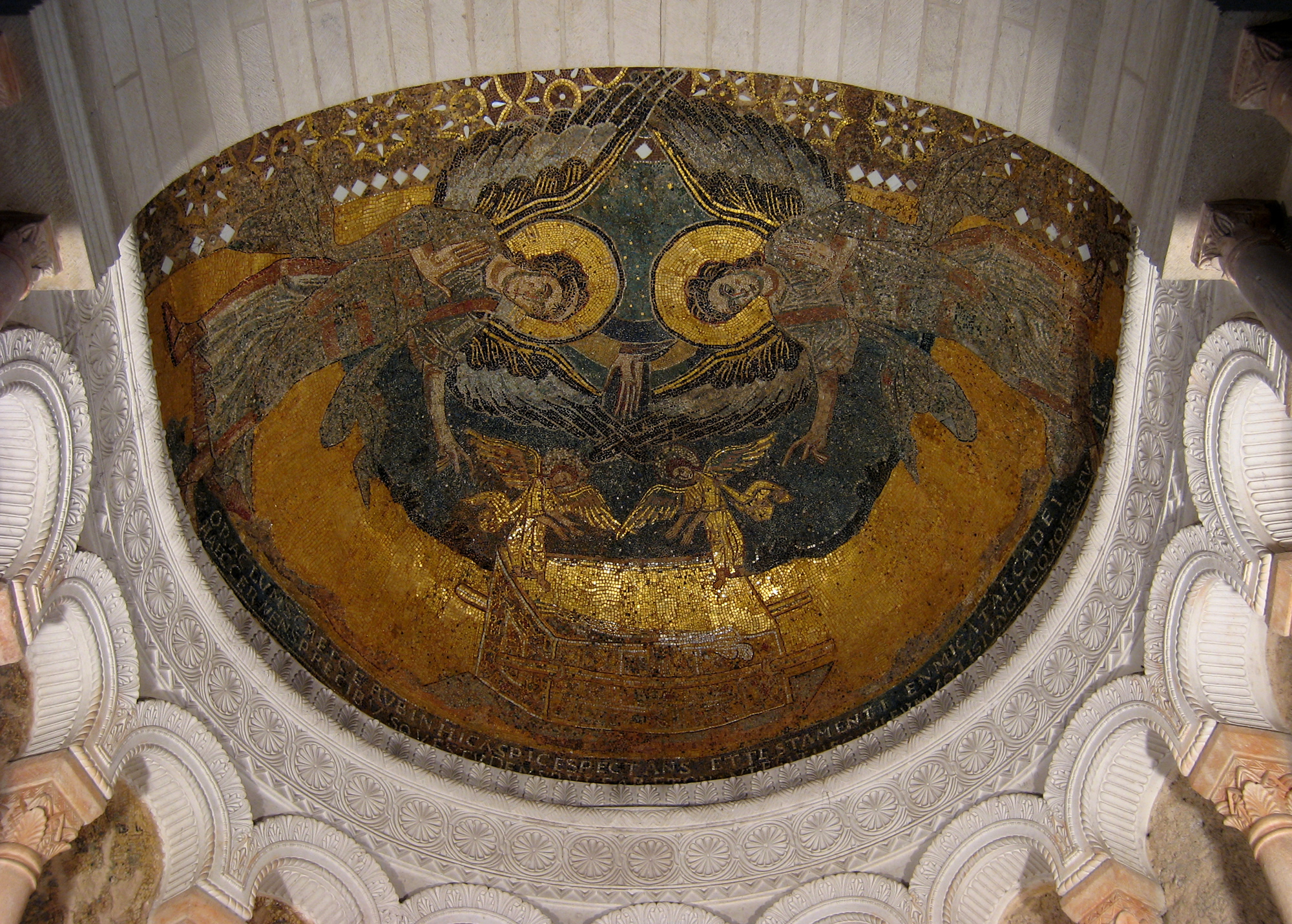
A Frigyláda,mozaik Germigny-des-Prés-ből, 806 körül

Théodulf számos építkezést kezdeményezett: egyházi épületek mellett kórházakat és iskolákat is alapított. Germigny-des-Prés mellett emelt kápolnájának oratóriuma tükrözi ezt a művészetfelfogást: óvakodik a Szentháromságot, vagy valamely istenalakot ábrázolni, mindössze szimbólumokkal utal az Ó- és az Újszövetség megkötésére.

## További művei
- Capitula ad presbyteros parochiae
- Capitula altera Theodulpho episcopo Aurelianensi adscripta
- Himnuszok

## Művei magyarul
- Théodulf versei magyarul az Amor Sanctus verseskötetben. Fordította: Babits Mihály. Online:http://mek.oszk.hu/11100/11171/11171.pdf
- Théodulf himnuszai magyarul a Himnuszok könyve kötetben. Fordította: Sík Sándor. Online: http://www.unitas.hu/sites/default/files/sik_sandor_-_himnuszok_konyve.pdf Archiválva 2016. március 4-i dátummal a Wayback Machine-ben
- Libri Carolini. In: Források a későantik és a középkori esztétika történetéhez (közreadja Redl Károly), Gondolat Könyvkiadó, Budapest, 1988, ISBN 963-281-843-1. 206-233. old.